# Sparrmannia capicola
Sparrmannia capicola är en skalbaggsart som beskrevs av Louis Albert Péringuey 1904. Sparrmannia capicola ingår i släktet Sparrmannia och familjen Melolonthidae. Inga underarter finns listade i Catalogue of Life.